# Süßebach
Süßebach ist ein Ortsteil der Gemeinde Eichigt im sächsischen Vogtland, der 1950 nach Ebersbach eingemeindet wurde und folglich seit 1972 zu Eichigt gehört.

## Lage
Süßebach liegt nordwestlich von Eichigt, südöstlich von Triebel und westlich von Ebersbach auf etwa 552 m. Direkt südlich liegt das Hofgut Eichigt.

## Geschichte
Süßebach ist spätestens 1400 als uff dem Sussenbach ersterwähnt. Für 1524 bis 1542 ist das Waldhufendorf als wustung (= Wüstung) (uff dem) Sussenbach oder die wuestunge der Suessenbach erwähnt. Die nächsten Erwähnung folgten 1791 als Suͤßebach und 1875 als Süßebach. Der Ort war 1840 nach Untertriebel gepfarrt und gehört ab 1930 zur Kirchgemeinde Oelsnitz. Süßebach war 1542 dem Rat von Oelsnitz zugehörig und war 1791 amtsunmittelbar. Die wiederbesiedelte Ortswüstung war 1875 zunächst zu Lauterbach gehörig, wurde 1950 aber nach Ebersbach umgegliedert und gehört seit 1972 zur Gemeinde Eichigt.
1925 waren 15 Einwohner evangelisch-lutherische und 4 Einwohner römisch-katholische Christen. 1871, 1875 und 1880 gab es im Ort 7 Häuser.
| Jahr          | 1843 | 1871 | 1875 | 1880 | 1890 | 1925    |
| ------------- | ---- | ---- | ---- | ---- | ---- | ------- |
| Einwohnerzahl | 25   | 45   | 41   | 38   | 40   | mind.19 |

## Belege
1. ↑  Süßebach – HOV | ISGV. Abgerufen am 20. Februar 2023.
2. ↑  'Generalübersicht sämmtlicher Ortschaften des Königreichs Sachsen nach der neuen Organisation der Behörden mit Angabe ihrer Einwohner- und Häuserzahl am 1. December 1871 : Zusammengestellt vom K. sächs. statist. Bureau' - Digitalisat | MDZ. Abgerufen am 1. Januar 2025.
3. ↑  'Alphabetisches Taschenbuch sämmtlicher im Königreiche Sachsen belegenen Ortschaften und der besonders benannten Wohnplätze : mit Angabe der politischen Gemeinden, der Amtsgerichte, der Landgerichte, der Kreishauptmannschaften, der Amtshauptmannschaften und der Gendarmerie-Bezirke, der Gebäude- und Einwohnerzahlen am 1. Dezember 1875, sowie der Postbestellanstalten' - Digitalisat | MDZ. Abgerufen am 20. Februar 2023.
4. ↑  Saxony (Kingdom) Statistisches Landesamt: Alphabetisches Verzeichniss der im Königreiche Sachsen belegenen Stadt- und Landgemeinden: mit den zubehörigen, besonders benannten Wohnplätzen ... : nebst alphabetischem Register. C. Heinrich, 1884 (google.de [abgerufen am 20. Februar 2023]).